# Zeelandbrug
Die Zeelandbrug (deutsch Seelandbrücke bzw. Zeeland-Brücke), ursprünglich Oosterscheldebrug genannt, überquert die Oosterschelde zwischen den Inseln Schouwen-Duiveland und Noord-Beveland in der Provinz Zeeland in den Niederlanden.
Die über 5 km lange Brücke ist ein Teil der N256. Die von 1963 bis 1965 erbaute Brücke hat den Weg zwischen Rotterdam, Bruinisse und Zierikzee im Norden und Goes, Middelburg und Vlissingen im Süden erheblich verkürzt. Sie beginnt bei Zierikzee auf Schouwen-Duiveland und endet in der Nähe des Ortes Colijnsplaat auf Noord-Beveland.
Die Brücke wurde in den ersten eineinhalb Jahren einfach Oosterscheldebrug genannt. 1967 erhielt sie ihren endgültigen Namen Zeelandbrug.
Sie war die längste Brücke Europas, bis sie 1972 von der Ölandbrücke in Schweden abgelöst wurde und diese wiederum 1998 von der Ponte Vasco da Gama in Lissabon. Sie ist mit über fünf Kilometern Länge die längste Brücke der Niederlande. 
Die Zeelandbrug wurde 2015 als Rijksmonument unter Denkmalschutz gestellt.

## Beschreibung
Die Zeelandbrug hat zwei Fahrspuren und auf der Westseite einen durch Betonschutzbarrieren von der Fahrbahn getrennten Radweg.

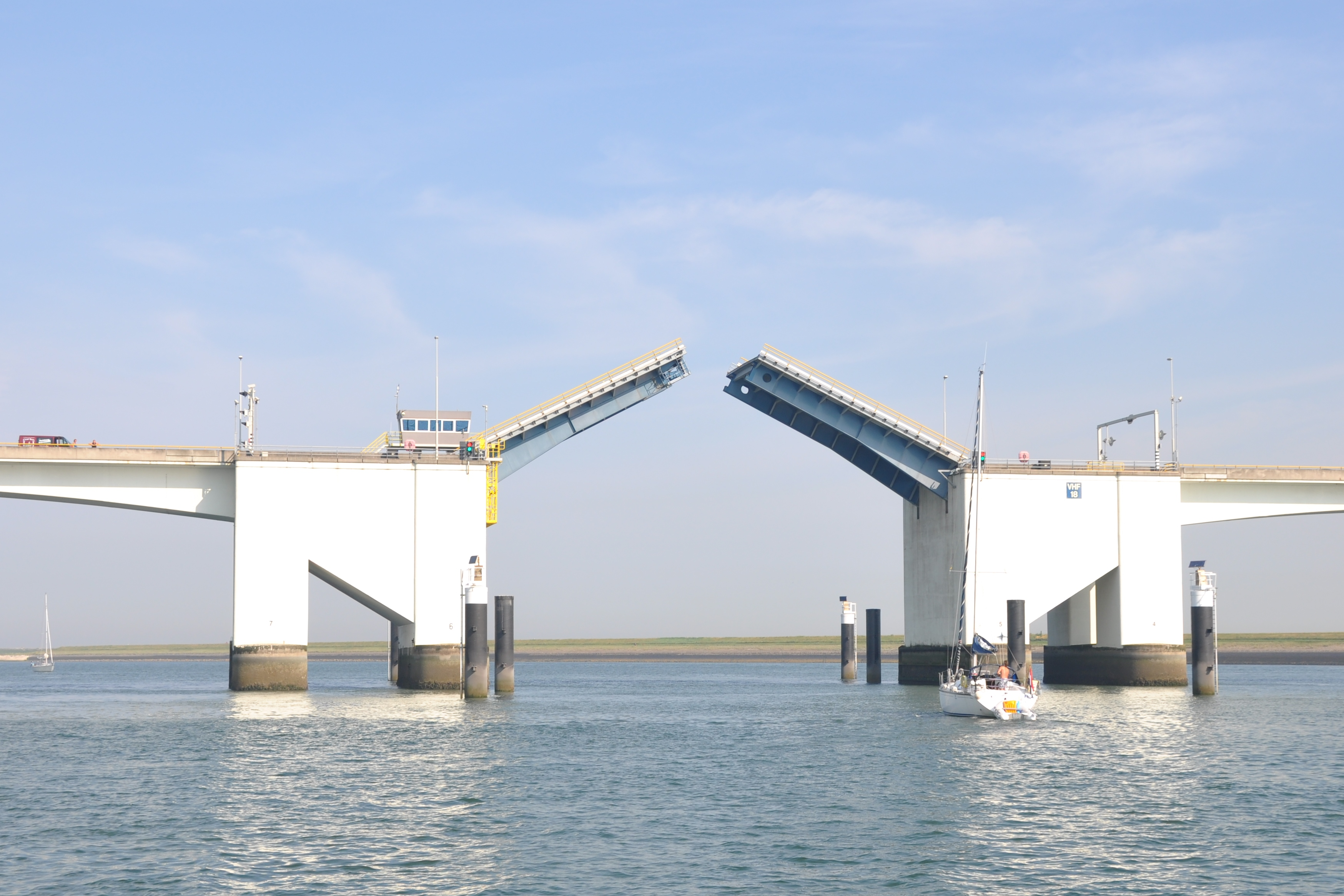
Die Klappbrücke

Die schnurgerade Spannbetonbrücke hat 50 Pfeiler im Pfeilerachsabstand von 95 m. Der Fahrbahnträger besteht aus rechteckigen Hohlkästen mit konstanter Breite, die mit den Pfeilern biegesteif verbunden sind und bis zur Mitte der jeweiligen Öffnungen mit abnehmender Höhe auskragen, wo sie durch Dehnungsfugen mit dem nächsten Kragarm verbunden sind. Die Hohlkästen sind so stark gevoutet, dass sie den Anschein einer Bogenbrücke erzeugen. Kurz vor ihrem nördlichen Ende wird die Brücke durch eine 40 m weite Klappbrücke mit zwei 20 m langen Gehäusen für die Klappmechanik auf vier eigenen Pfeilern unterbrochen, an die sich 35 m lange Kragarme anschließen. Die beiden Deiche und ihre Deichwege werden mit jeweils 60 m langen Bauwerken überquert.
Die Pfeiler haben zwei weit gespreizte Stützen, mit der sie auf ihren Fundamenten in der bis zu 35 m tiefen Oosterschelde stehen.

## Geschichte, Bauverfahren
Die Brücke wurde im Auftrag der Provinz Zeeland gebaut, da die Fährverbindung zwischen Zierikzee und Kats im Osten von Noord-Beveland dem zunehmenden Verkehrsaufkommen nicht mehr gewachsen war und man nicht warten wollte, bis es eine Straßenverbindung über die Oosterschelde im Rahmen der Deltawerke gebe. Das Oosterschelde-Sperrwerk war damals für 1978 geplant, tatsächlich wurde es aber nach einer Umplanung erst 1986 seiner Bestimmung übergeben.
Im Mai 1962 erhielten zwei erfahrene niederländische Unternehmen den Auftrag zum Bau der Brücke, den sie in der Zeit von 1963 und 1965 ausführten. Dazu wurde in Kats ein Fertigteilwerk mit einem Werkshafen angelegt, in dem sämtliche Einzelteile der Brücke produziert wurden, wie Spannbetonrohre für die Pfahlgründung, Betonkästen für die Fundamente sowie die Pfeiler und die Hohlkastensegmente für den Fahrbahnträger. Diese Fertigteile wurden mit Leichtern zu ihrem Einbauplatz gefahren und dort mit Hilfe eines Schwimmkrans eingebaut. Die Hohlkastensegmente wurden mit einem über mehrere Pfeiler reichenden Vorbaugerüst immer paarweise zu beiden Seiten eines Pfeilers eingebaut.
Am 15. Dezember 1965 wurde die Brücke durch Königin Juliana eröffnet.

## Maut
Die Brücke war zu Beginn mautpflichtig, um die Baukosten zu tilgen und anschließend einen Instandhaltungsfonds zu bilden. Seit 1993 ist die Brücke mautfrei.